# 双盖蕨
双盖蕨（学名：Diplazium donianum），又名大羽双盖蕨、细柄双盖蕨、梳篦叶、大克蕨，为蹄盖蕨科双盖蕨属下的一个种，生长于低海拔的亚热带林地。有清热解毒的功效，可治黄疸、外出血及蛇咬伤。

## 扩展阅读
- 維基物種上的相關：双盖蕨